# Isdal-vrouw

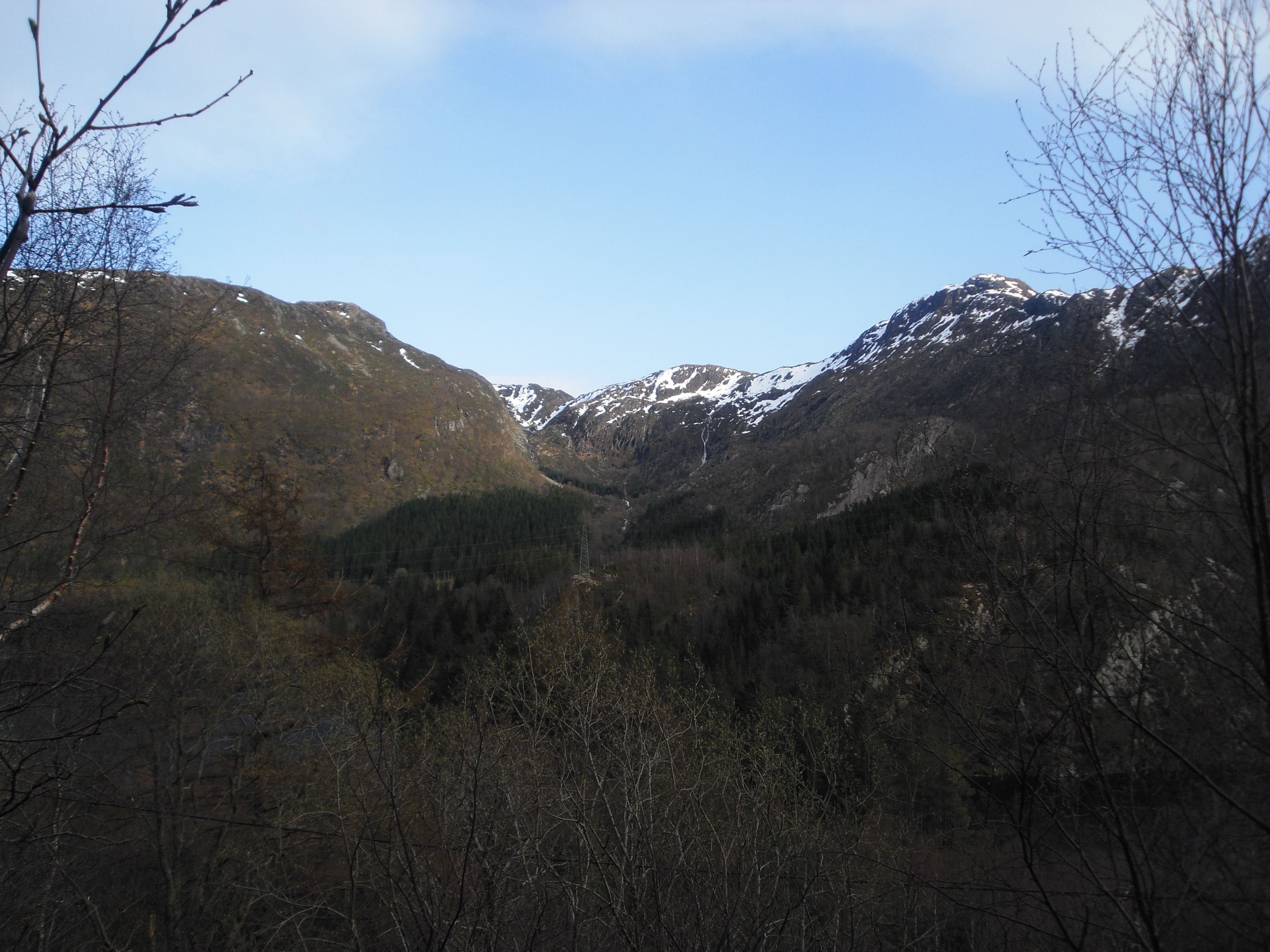
Isdalen, de plek waar het verkoolde lichaam van de vrouw werd gevonden.

De Isdal-vrouw (Noors: Isdalskvinnen) (circa 1930-1945 - november 1970), ook wel de IJsdal-vrouw of IJsvallei-vrouw genoemd, is het pantoniem van een niet-geïdentificeerde vrouw die op 29 november 1970 dood werd aangetroffen in Isdalen, een vallei nabij Bergen, Noorwegen. Isdalen wordt ook wel 'dodenvallei' genoemd, aangezien het in de middeleeuwen een plek was waar met enige regelmaat mensen zelfmoord pleegden en waar eeuwen later, in de jaren 60 van de 20e eeuw, meerdere wandelaars verongelukten.
Hoewel de politie de zaak vrij snel sloot met als conclusie dat het zelfmoord betrof, kan moord niet met zekerheid worden uitgesloten. De anonieme zaak, die het nummer 134/70 kreeg, is dan ook onopgelost gebleven. In het najaar van 2016 werd de zaak heropend.

## Ontdekking
In de ochtend van 29 november 1970 wandelde een vader met zijn twee dochters van 12 en 10 jaar in het gebied van Isdalen. Een van de dochters merkte een opmerkelijke brandlucht op. Even later werd het verkoolde lichaam van een vrouw gevonden. Geschrokken keerde de vader met zijn dochters terug naar Bergen om de politie in te lichten.

## Onderzoek
Al snel bleek dat het lichaam van de vrouw alleen aan de voorkant verbrand was. Hierdoor was ze volledig onherkenbaar geworden. Om haar heen lagen spullen die op een opmerkelijke manier waren uitgestald. Een forensisch onderzoeker uit die tijd zei dat het leek alsof er een ceremonie had plaatsgevonden. Het ging om een lege fles St. Hallvard-likeur, twee plastic waterflessen, een plastic paspoorthouder, rubberen laarzen, een wollen trui, een sjaal, nylon kousen, een paraplu, een portemonnee, een luciferdoosje, een horloge, twee oorbellen en een ring. Alleen op de bontmuts en wat verbrand papier werden sporen van benzine gevonden. Van alle spullen waren de merktekens en labels verwijderd, waardoor het lastig zou worden de vrouw te identificeren. De scène leek te zijn ontdaan van alles wat zou kunnen vertellen wie de onbekende vrouw was.
Uit de autopsie bleek dat ze 50 tot 70 slaappillen van het merk Fenemal had ingenomen. Een deel ervan zat nog in haar mond en aangezien er slechts een klein percentage in haar bloed was opgenomen, kon worden geconcludeerd dat ze de pillen kort voor haar dood had ingenomen. Het feit dat er nog slaappillen in haar mond zaten, zou kunnen betekenen dat ze deze onder dwang innam. Daarnaast had ze een kneuzing in haar nek, die een val maar ook een klap zou kunnen verklaren. Verder had ze roet in haar longen, wat erop wijst dat ze nog leefde toen ze verbrandde.
Op 23 november werd de vrouw voor het laatst gezien, toen ze uitcheckte bij Hotel Hordaheimen. Drie dagen nadat ze werd gevonden meldde een medewerker van het treinstation van Bergen dat het waarschijnlijk een vrouw betrof die haar twee koffers, eveneens op 23 november, had afgegeven maar deze daarna niet was komen ophalen. In deze koffers zaten kleding, schoenen, make-up en eczeemcrème, maar ook verschillende pruiken, zonnebrillen, een notitieblok en in de voering verstopt contant geld uit verschillende landen, waaronder Noorse kronen, Britse ponden, Duitse marken, Belgische franken en Zwitserse franken. Op een van de brillen zaten vingerafdrukken, die inderdaad bleken te matchen met de gevonden vrouw. Veel verder kwam de politie niet, want ook van al deze spullen waren alle merktekens en labels verwijderd.

## Onduidelijkheid
In een van de koffers bevond zich een plastic tas van de schoenenwinkel Oscar Rørtvedts Skotøiforretning in Stavanger. De destijds 22-jarige verkoper kon zich de vrouw herinneren. Hij zei dat ze gebrekkig Engels sprak met een buitenlands accent en dat hij rubberen laarzen aan haar had verkocht. Deze laarzen werden bij het verkoolde lichaam gevonden. Nader onderzoek wees uit dat de vrouw in een nabijgelegen hotel had overnacht. Het bleek te gaan om Finella (of Fenella) Lorck uit België. Echter, dit was een valse naam. Het hotelpersoneel vertelde dat de vrouw er goed uitzag en ongeveer 1.63 m was, met donkerbruin haar en kleine bruine ogen. Ook had het personeel opgemerkt dat de vrouw voornamelijk op haar kamer bleef en op haar hoede leek. Een taxi-chauffeur in Stavanger verklaarde dat ze sliste en een spleet tussen haar voortanden had.
Terwijl de politie via de media een oproep voor informatie verspreidde, werd het notitieblok uit een van de koffers onderzocht. Hierin stonden allemaal codes bestaande uit letters en cijfers. Het ontcijferen van dit geheimschrift bleek een simpele klus: het was een reisschema. Zo zou 'N 9 N 18 S' bijvoorbeeld betekenen dat ze van 9 november tot 18 november in Stavanger was. Doordat kon worden vastgesteld waar de vrouw zich op welke data had bevonden, kon de politie gerichter op zoek gaan naar de hotels waar ze zou hebben verbleven. Aan de hand van het notitieblok en alle incheckformulieren werd de reisroute in kaart gebracht. De vrouw bleek door Noorwegen (Oslo, Bergen, Stavanger en Trondheim) en andere Europese landen (onder meer Engeland, Frankrijk en Zwitserland) te hebben gereisd. Dit deed ze met ten minste acht valse paspoorten en aliassen. Namen, geboortedata en beroepen waren steeds anders, maar één ding was altijd hetzelfde: haar nationaliteit als Belgische. De formulieren vulde ze in in het Duits of Frans. In het Duits maakte ze spelfouten en gebruikte ze woorden die er Duits uitzagen maar niet bestonden. Duits zou haar tweede taal zijn geweest, niet haar moedertaal.
De Belgische politie, die alle informatie controleerde, meldde dat alle identiteiten vals waren. Zo ook de paspoortnummers. Dit waren haar valse identiteiten:
- Geneviève Lancier, geboorteplaats Leuven, wonende te Rue Sainte-Walburge 2, Leuven;
- Claudia Tielt, geboorteplaats Brussel, wonende te Place Saint-Walburge 17, Brussel;
- Claudia Tielt, geboorteplaats Brussel, wonende te Rue de la Madeleine 3, Brussel;
- Claudia Nielsen, geboorteplaats Gent, wonende te Rue Sainte-Walburge 18, Brussel;
- Alexia Zarne-Merchez, geboorteplaats Ljubljana, wonende te Rue St. Hildegaarde 81, Brussel;
- Vera Jarle, geboorteplaats Antwerpen (het formulier met adres in Brussel is verloren gegaan);
- Fenella Lorck (het formulier met adres in Brussel is verloren gegaan);
- Ms Leenhouwer, geboorteplaats Oostende;
- Elisabeth Leenhouwer, geboorteplaats Oostende, wonende te Philipstockstraat 44A, Brussel.

Met uitzondering van Rue de la Madeleine bleken ook alle straatnamen vals te zijn.
Later in het onderzoek bleek dat de vrouw ook in verschillende hotels in Parijs had overnacht. Dit deed ze onder de valse naam Vera Schlosseneck.
Het personeel van een hotel in Bergen vertelde de politie haar in het Duits te hebben horen praten met een man. Anderen die haar ontmoetten, zeiden dat ze Nederlands (Vlaams) en gebrekkig Engels sprak. Ook merkten meerdere mensen op dat ze een sterke geur had, wat jaren later als de geur van knoflook zou worden herkend.
De vrouw bleek maar liefst tien gouden kronen te hebben. Een Noorse tandarts die het gebit onderzocht, stelde dat dergelijke kronen in Scandinavië niet worden gebruikt. Het speciale karakter en ontwerp zou leiden naar Duitsland, Centraal- en Oost-Europa.

## Theorieën
De voornaamste theorie is dat de vrouw een spion zou zijn geweest of gelinkt was aan de georganiseerde misdaad. Ten tijde van de Koude Oorlog was Noorwegen immers het toneel van spionage, aangezien het land tussen Rusland en het Westen ligt. Door haar bontmuts en gouden kronen dacht men dat ze misschien uit de Sovjet-Unie kwam.
Andere theorieën zijn dat ze een prostituee of zakenvrouw was. Op de incheckformulieren van de hotels waar ze verbleef, gaf ze aan dat ze in Noorwegen was vanwege handel of toerisme. Dit werd al snel in twijfel getrokken, want in de jaren '70 waren er überhaupt weinig toeristen in Noorwegen en vrouwen die alleen reisden werden zelden gezien. Daarbij komt dat valse paspoorten duur waren op de zwarte markt, dus er moet iemand zijn geweest die haar reizen financierde.
In de hotels waar de vrouw verbleef, werd ze enkele keren met verschillende mannen gezien. Tijdens deze afspraken werden er papieren uitgewisseld en weinig gecommuniceerd. Mogelijk was de vrouw dus geen spion, maar werkte ze als koerier. Ze reisde immers veel. Daarnaast zou hotelpersoneel de vrouw Duits hebben horen praten en een niet nader benoemde Oost-Europese taal. Een kamermeisje dat onaangekondigd de hotelkamer van de vrouw kwam schoonmaken, trof haar zittend op het bed aan. In een fauteuil zat een man. Terwijl het kamermeisje het bed verschoonde, zeiden de man en vrouw geen woord. Alle getuigen zouden verklaren dat de ontmoetingen eruitzagen als zakelijke ontmoetingen. Het feit dat de vrouw in christelijke hotels verbleef waar geen alcohol geschonken werd, maakte het nog minder aannemelijk dat ze een sekswerker zou zijn geweest.

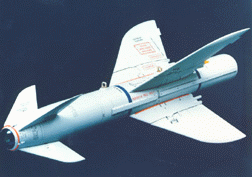
Een Noorse penguin missile.

Ook was er een visser die getuigd had. Hij had de vrouw gezien in Tananger, niet ver van Stavanger vandaan. Ze zou hebben toegekeken hoe de zogeheten penguin missile werd getest. Noorwegen was destijds een expert op het gebied van deze antischeepsraketten. Nadat de visser een getuigenverklaring had afgelegd, gaf de politie hem kort erna twee wapens waarmee hij zich - indien nodig - kon verdedigen: een pistool en een mes. Ook kreeg hij het advies niet meer over de vrouw te praten. Toen de zaak werd heropend was de desbetreffende visser inmiddels overleden, maar zijn zoon beweerde dat zijn vader het uiterlijk van de vrouw als 'Slavisch' en 'Russisch' had omschreven. Volgens hem zou zijn vader decennialang angstig en gestrest zijn geweest. Tot aan zijn dood bleef hij over zijn schouder kijken.
Drie weken na de vondst van het lichaam rondde de politie de zaak abrupt af. Tijdens de persconferentie werd benadrukt dat ze geen spion was en dat het niet om een moord zou gaan. Er werd vermoed dat de geheime dienst er meer van wist en dat het een spionagezaak was die verkeerd was afgelopen. Ook bleek later dat er een tape zou zijn geweest, mogelijk met een opname van een telefoongesprek, die later verloren is gegaan.

## Uitkomst

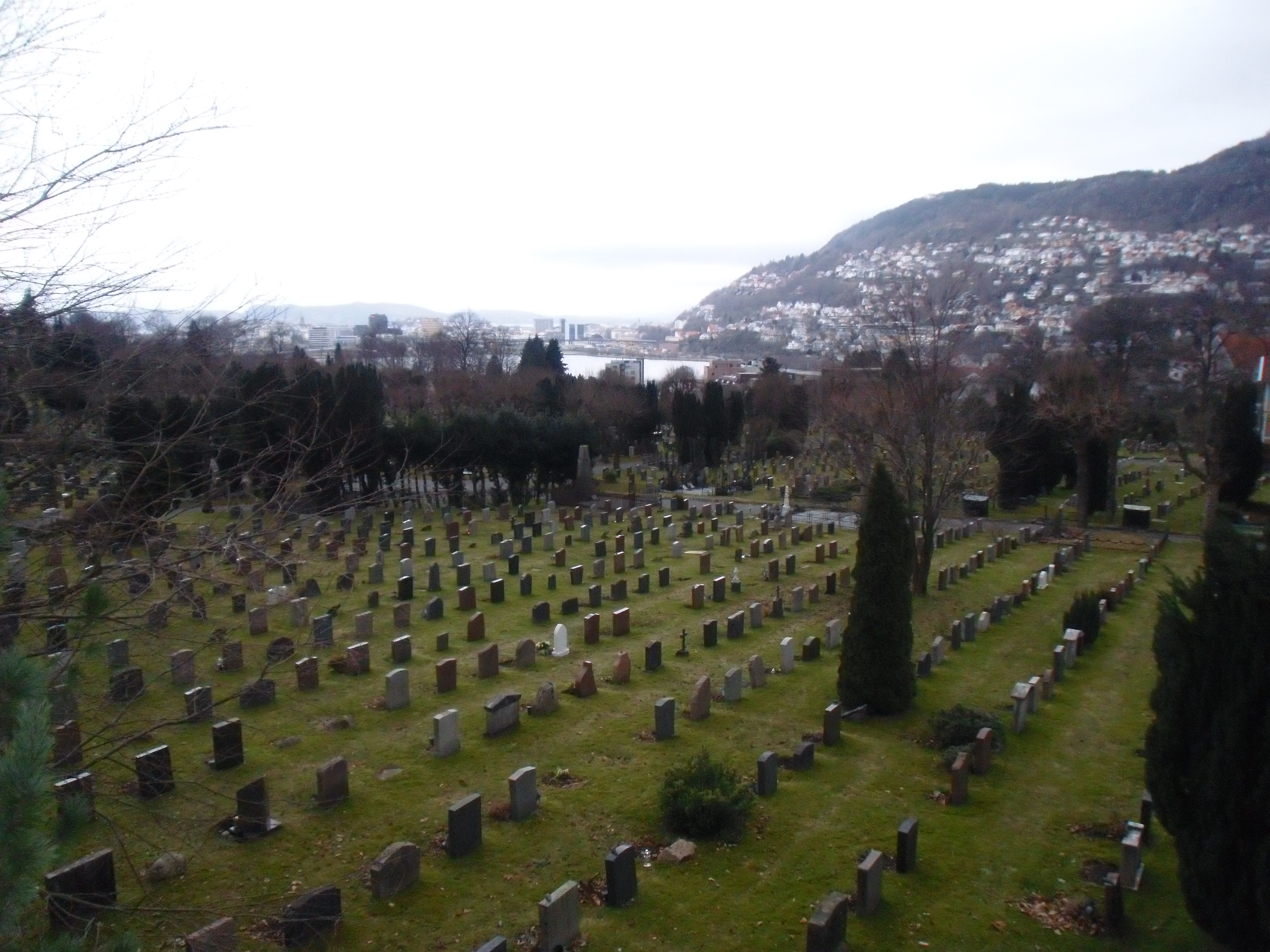
De begraafplaats Møllendal, waar de Isdal-vrouw werd begraven.

Samengestelde schetsen, gebaseerd op beschrijvingen van getuigen en een analyse van haar lichaam, werden vervolgens via Interpol in veel landen verspreid. Dit leverde echter niets op. Ondanks de grote inzet van de politie, werd de onbekende vrouw nooit geïdentificeerd en op 5 februari 1971 werd de zaak gesloten. Daar waar de autoriteiten concludeerden dat ze zelfmoord had gepleegd, geloofden anderen dat er voldoende bewijs was dat het om een moord ging. Hoewel de politie de zaak sloot, had zij er geen goed gevoel bij. Zo kon de opzettelijke verbranding niet worden verklaard en begreep men niet waarom de vrouw - in het geval van zelfmoord - naar zo'n afgelegen en moeilijk begaanbare plek zou zijn gegaan. In geval van moord zou de moordenaar de omgeving hebben gekend, in tegenstelling tot de vrouw. Ze zou dan zijn gedwongen naar Isdalen te lopen, aldus de enige politieagent van toen die ten tijde van het heropende onderzoek nog in leven was.
De autopsie wees uit dat de vrouw was overleden aan de combinatie van slaappillen en koolmonoxidevergiftiging. Voordat ze begraven werd, werden haar kaak en tanden verwijderd vanwege de uniekheid ervan, en werden weefselmonsters van haar organen genomen.
Nadat de zaak werd gesloten, kreeg de vrouw een anoniem graf. Door de namen die ze zichzelf gaf, vermoedde men dat ze katholiek was geweest en dus kreeg ze een katholieke begrafenis. Voor het geval ze ooit - voor eventuele nabestaanden of verder onderzoek - opgegraven moet worden, werd ze in een zinken kist begraven. Op de kist lagen tulpen.

## Heropening
In 2016 werd de zaak heropend, op verzoek van NRK, de nationale omroep van Noorwegen. In samenwerking met BBC World Service werden alle nieuwe bevindingen vanaf 2018 samengebracht in de misdaadpodcast Death in Ice Valley. Deze tiendelige podcast volgde na een twee jaar durend onderzoek naar de zaak omtrent de Isdal-vrouw. Drie jaar na verschijnen hadden al ruim 9 miljoen mensen de serie beluisterd. Het werd de succesvolste podcast van BBC tot dan toe.
Men was ervan uitgegaan dat met het overlijden van de forensische onderzoeker het kaakbeen van de Isdal-vrouw was kwijtgeraakt. Het werd echter teruggevonden in een archief. Dit gaf de politie de gelegenheid om de zaak te heropenen, met behulp van de nieuwste forensische technieken.
Ook werden er nieuwe compositietekeningen van de vrouw gemaakt.

### Afkomst
Toen de zaak in 1970 werd onderzocht, bestond er nog geen DNA-technologie. Met alleen het gebit en de vingerafdrukken kwam de Noorse politie destijds niet ver. Tandheelkundig onderzoek schommelde nog aan alle kanten. De theorie bestond dat de vrouw zowel uit Europa als uit Azië en Zuid-Amerika kon komen.
Het Gade Instituut in Bergen had na de vondst van het lichaam verschillende monsters veiliggesteld. In het najaar van 2016 slaagde het Nationaal Instituut voor Volksgezondheid in Oslo erin het DNA te isoleren. Dit materiaal werd vervolgens opgestuurd naar de afdeling Forensische Geneeskunde van de Universiteit van Innsbruck, waar in januari 2017 onderzoek werd verricht. Uit dit onderzoek bleek dat het DNA niet matcht met mensen uit Azië, het Midden-Oosten, Afrika en Zuid-Amerika. Hoogstwaarschijnlijk had de Isdal-vrouw een Europese achtergrond, met ouders uit Europa. Het resultaat kwam overeen met die van de schriftonderzoekers bij Kripos, een tak van de Noorse politie. Dat resultaat toonde namelijk aan dat de vrouw mogelijk in een Franstalig land op school zat. In dit geval zou het eveneens om het Franstalige deel van België kunnen gaan. Hoewel het resultaat van het DNA-onderzoek ook van toepassing zou kunnen zijn op Noord-Amerikanen van Europese afkomst, is het zeer onwaarschijnlijk dat de vrouw deze achtergrond had. Ze sprak immers gebrekkig Engels.
De analyses van de onderzoekers in Oostenrijk zijn gebaseerd op twee verschillende soorten DNA van de Isdal-vrouw: mitochondriaal DNA en nucleair DNA. Beide analyses wijzen naar Europa.
Een wetenschapper in Australië voerde een isotopenanalyse uit op de tanden, waarmee kon worden bepaald welke stoffen sporen achterlieten toen haar tanden werden gevormd. Uit deze analyse bleek dat de vrouw in haar vroege jeugd hoogstwaarschijnlijk opgroeide in Duitsland, Oost-Europa of de Balkan. Meer specifiek zou het gaan om de streek rond Neurenberg. In haar latere jeugd zou ze in westelijke richting zijn gemigreerd, naar België, Luxemburg of het Frans-Duits grensgebied. Dit zou haar meertaligheid verklaren.

### Leeftijd
Op de incheckformulieren gaf de vrouw geboren te zijn in de eerste helft van de jaren '40. Ook de tandarts die haar gebit had onderzocht, schatte dat de vrouw tussen de 25 en 30 jaar oud moet zijn geweest. Dit zou betekenen dat de vrouw tijdens de Tweede Wereldoorlog zou zijn geboren. Echter, toen de zaak werd heropend stelden wetenschappers in Stockholm een andere leeftijd vast: ten tijde van haar overlijden zou de Isdal-vrouw mogelijk 45 jaar zijn geweest. Ze zou dus eind jaren '20 of hooguit begin jaren '30 zijn geboren.
Haar jeugd vond hoe dan ook plaats ten tijde van de Tweede Wereldoorlog. Neurenberg was een van de belangrijkste steden voor nazi-Duitsland. De kans bestaat dat de vrouw moest vluchten omdat ze joods was en dat haar ouders gebruik hebben gemaakt van kindertransport. De Holocaust zou kunnen verklaren waarom de vrouw decennia later niet als vermist werd opgegeven. Wellicht had ze geen familie meer.